# Dohrniphora disneyi
Dohrniphora disneyi är en tvåvingeart som beskrevs av Mikhail B. Mostovski 2000. Dohrniphora disneyi ingår i släktet Dohrniphora och familjen puckelflugor.
Artens utbredningsområde är Taiwan. Inga underarter finns listade i Catalogue of Life.